# Amanita franchetii
Amanita franchetii (Boud.) Fayod, Annls Sci. Nat., Bot., sér. 7 9: 316 (1889).
Conosciuta un tempo con il binomio di Amanita aspera per via del sapore amarognolo piuttosto sgradevole, l'Amanita franchetii è un bel fungo che non va raccolto perché sospetto.

## Descrizione della specie

### Cappello
Largo 4–12 cm, da convesso a piano-convesso; margini incurvati; superficie liscia, bruno-ocra fino al bruno camoscio, ricoperta da verruche di forma piramidale, acuminate, di colore dal giallognolo al bruno- marrone che poi sbiadiscono verso il biancastro.

### Lamelle
Fitte, da annesse a libere, bianche.

### Gambo
Lungo 5–10 cm, spesso bulboso alla base; biancastro, con scaglie appiattite sparse.

### Anello
Membranaceo, giallognolo.

### Volva
Bianca, persistente, liscia, carnosa e libera al gambo.

### Carne
Soffice, dal bianco al giallo pallido.
- Sapore: poco gradevole, aspro.

### Spore
8-12 x 6-8 µm, ellittiche, pallide, amiloidi, bianche in massa.

## Habitat
Cresce solitaria o in piccoli gruppi nei boschi misti di querce e di conifere; predilige terreni calcarei.

## Commestibilità
Sospetto.

Fungo scadente, se ne sconsiglia il consumo perché sgradevole di sapore e per la sua somiglianza con le Amanite velenose (specialmente Amanita pantherina, specie molto tossica e responsabile della sindrome panterinica).

## Sinonimi e binomi obsoleti
- Amanita aspera sensu auct. mult.; fide Checklist of Basidiomycota of Great Britain and Ireland (2005)
- Amanita aspera var. franchetii Boud. [as 'francheti'], Bull. Soc. bot. Fr.: 91 (1881)
- Amanita queletii var. franchetii (Boud.) Bon, Docums Mycol. 14(no. 56): 22 (1985) [1984]

## Specie simili
L'A. franchetii può essere confusa con:
- Amanita rubescens
- Amanita pantherina
- Amanita phalloides